# فيديريكو كولونا
فيديريكو كولونا (بالإيطالية: Federico Colonna)‏ هو دراج إيطالي، ولد في 17 أغسطس 1972 في فوسشيو في إيطاليا.

## وصلات خارجية
- فيديريكو كولونا على موقع أرشيف الدراجات (الإنجليزية)
- فيديريكو كولونا على موقع إحصائيات الدراجات الإحترافية (الإنجليزية)
- فيديريكو كولونا على موقع نسبة الدراجات (الإنجليزية)